# Общество знания
Общество знания (общество знаний) — концепция современного этапа общественного развития, характеризующего переход к новой форме постиндустриального общества, где доминирующей ценностью, экономической и ресурсной, становится «знание» как таковое.
Для общества знания характерно следующее:
- Широкое осознание роли знания как условия успеха в любой сфере деятельности;
- Наличие (у социальных субъектов разного уровня) постоянной потребности в новых знаниях, необходимых для решения новых задач, создания новых видов продукции и услуг;
- Эффективное функционирование систем производства знаний и передачи знаний;
- Взаимное стимулирование предложения знаний и спроса на знания (предложение стремится удовлетворять имеющийся спрос на знания и формировать спрос);
- Эффективное взаимодействие в рамках организаций и общества в целом систем/подсистем, производящих знание, с системами/подсистемами, производящими материальный продукт.

## История развития концепции
Идея общества знаний появилась в 60-е годы XX века в работах П. Друкера, Ф. Махлупа, Д. Белла, Р. Лэйна и других авторов. Однако предметом широкого общественного интереса идея общества знаний как общества будущего стала лишь в 90-х.
Решающая роль в создании теории общества знания принадлежит Друкеру. Именно он ввёл в научный оборот термины «общество знания» (knowledge society) и «экономика знаний» (knowledge economy) в 1968 году, когда вышла его книга «Эпоха разрыва: ориентиры для нашего быстро меняющегося общества».
«От капитализма к обществу знания» («From Сapitalism to Knowledge Society») — так называется первая глава книги П. Друкера «Постэкономическое общество», вышедшей в свет в 1993 году и вскоре переведённой на многие языки. В этой работе представлен своеобразный итог многолетних исследований автора. Подчёркивая социопорождающую роль знания, Друкер характеризует знание не просто как силу, но как силу, способную создавать новое общество. «Пожалуй, нынешнее общество ещё преждевременно рассматривать как „общество знания“; сейчас мы можем говорить лишь о создании экономической системы на основе знания… Однако общество, в котором мы живем, определённо следует характеризовать как посткапиталистическое».
Н. Стер пишет, что «Друкер был первым, кто конкретно упоминает „общество знаний“».
В декабре того же года в сборнике «Индикаторы социальных изменений» выходит работа Д. Белла «Измерение знаний и технологий», содержащая раздел «Структура общества знаний». В публикациях Белла термин «общество знаний» используется в качестве характеристики постиндустриального общества.
Книга Махлупа «Производство и распространение знаний в США» (1962) представляет собой первое обширное исследование того, что он назвал индустрией знаний (knowledge industry). Некоторые российские и зарубежные исследователи полагают, что в этой книге Махлуп ввёл термин «экономика знаний». В этом и последующих своих трудах Махлуп анализирует именно индустрию знаний, то есть производственную часть экономики.
Введение идеи и термина «общество знаний» часто приписывают американскому политологу Р. Лейну: в публикации 1966 г. он рассматривал гипотетическую модель снижения значения политики и идеологии в условиях интенсивного роста науки и образования в современном ему обществе. Однако Лейн использует термин «knowledgeable society», а не «knowledge society». Кроме того, сочетание слов «knowledgeable» и «society» встречается до выхода статьи Лейна в упомянутой выше книге Махлупа, на которую неоднократно ссылается и сам Лейн. Друкер употребляет термин «knowledgeable» достаточно часто и задолго до публикации Лейна, например в книге «Ориентиры будущего» (1957).
Именно в основополагающих работах Друкера и пионерском труде Махлупа формулируется идея и разворачивается концепция общества знаний. Друкер даёт характеристику нового общества под углом зрения производящей роли знаний значительно раньше Лейна.
В 2005 году был опубликован доклад ЮНЕСКО «К обществам знания». В нём очерчены контуры общества, основанного на знании, и в их числе — свободный доступ к знаниям; развитие открытого общества и демократии участия; экономика, базирующаяся на знаниях; формирование сетей знания и культуры инноваций; свободный доступ к образованию и обучение на протяжении всей жизни; использование научных результатов во всех сферах общественной жизни; сохранение языкового и культурного многообразия.

## Информационное общество и общество знания
Суть информационного общества заключается в том, что человеческая цивилизация после аграрной и индустриальной стадии развития вступает в новую — информационную, где информация считается наиболее ценным ресурсом, а её доступность является наиболее важной в данной идеологии. Однако информация — лишь инструмент знания, сама по себе знанием она не является. Избыток информации и её доступность не приводит к приращению знания. Информация является количественной характеристикой, она не претендует на прикладной характер, истинность, полезность и прочие характеристики подобного рода. Всё это относится к знанию, оно выступает как социологическая категория, которой необходимо обладать истинностью и определённой полезностью. Наличие информации хотя и не означает наличие знания, однако является необходимым фактором для его производства.
Общество знаний не является синонимом общества информационного. Это качественно новая ступень развития. За информационной стадией следует инновационное общество и лишь потом развивается общество знаний, ориентированное на качество, а не на количество информации, строящемся на экономике знаний.
В обществе знания важнее всего «научиться учиться», а новые информационные технологии должны способствовать постоянному обновлению личной и профессиональной компетенции. Новые технологии повсеместно ускоряют создание и распространение знаний. Обучение становится ключевой ценностью обществ знания. Важное значение в обществе знания приобретает способность ориентироваться в потоке информации, когнитивные способности, критический ум, позволяющий отличать полезную информацию от бесполезной.